# Erateina rogersi
Erateina rogersi là một loài bướm đêm trong họ Geometridae.